# Bas Hendriks
Bas Hendriks (Boxmeer, 15 september 1994) is een Nederlandse voormalig voetballer die inzetbaar was als aanvaller of aanvallende middenvelder. Hij speelde van 2013 tot 2015 bij VVV-Venlo en aansluitend tot 2019 bij De Treffers.

## Loopbaan
Hendriks werd vanuit de A-jeugd van VVV met ingang van het seizoen 2013-14 overgeheveld naar het eerste elftal. Op 15 december 2013 maakte hij er zijn competitiedebuut in de thuiswedstrijd tegen MVV Maastricht (2-0), als invaller voor de geblesseerd uitgevallen Yuki Otsu. In zijn eerste seizoen speelde Hendriks in totaal vier competitiewedstrijden in het eerste elftal, het daaropvolgende seizoen kreeg hij geen speelminuten meer. Zijn aflopende contract werd niet verlengd door de Venlose club. Met ingang van het seizoen 2015-16 maakte de Boxmerenaar de overstap naar De Treffers. In 2019 stopte hij met voetballen.

## Statistieken
| Seizoen         | Club            | Competitie      | Competitie | Competitie | Beker | Beker | Playoffs | Playoffs | Totaal | Totaal |
| Seizoen         | Club            | Competitie      | Wed.       | Dlp.       | Wed.  | Dlp.  | Wed.     | Dlp.     | Wed.   | Dlp.   |
| --------------- | --------------- | --------------- | ---------- | ---------- | ----- | ----- | -------- | -------- | ------ | ------ |
| 2013/14         | VVV-Venlo       | Eerste divisie  | 4          | 0          | 0     | 0     | 0        | 0        | 4      | 0      |
| 2014/15         | VVV-Venlo       | Eerste divisie  | 0          | 0          | 0     | 0     | 0        | 0        | 0      | 0      |
| 2015/16         | De Treffers     | Topklasse       | 7          | 0          | 1     | 0     | –        | –        | 4      | 0      |
| 2016/17         | De Treffers     | Tweede divisie  | 28         | 0          | 1     | 0     | –        | –        | 29     | 0      |
| 2017/18         | De Treffers     | Tweede divisie  | 24         | 1          | 2     | 0     | –        | –        | 26     | 1      |
| 2018/19         | De Treffers     | Tweede divisie  | 7          | 0          | 0     | 0     | –        | –        | 27     | 0      |
| Carrière totaal | Carrière totaal | Carrière totaal | 70         | 1          | 4     | 0     | 0        | 0        | 74     | 1      |